# Polo Grounds
Polo Grounds es el nombre que recibieron cuatro estadios ubicados en el Upper Manhattan, en la ciudad de Nueva York (Estados Unidos). Fue sede de los equipos de béisbol New York Giants desde 1883 hasta 1957, New York Metropolitans desde 1880 hasta 1885, los New York Yankees desde 1912 hasta 1922, y los New York Mets en sus primeras dos temporadas desde 1962 a 1963. Desde entonces, Manhattan no ha sido sede de equipos de grandes ligas de béisbol ni fútbol americano.
Tal como su nombre sugiere, el Polo Grounds fue construido en 1876 inicialmente como un campo para la práctica de polo. De las cuatro estructuras que compartieron el nombre a través de la historia, solo la primera se utilizó para la práctica de polo. Originalmente emplazado de sur a norte entre las calles 110 y 112, y de este a oeste entre la quinta y sexta avenidas, junto a Central Park, en 1880 fue convertido en estadio de béisbol y arrendado a los New York Metropolitans. El estadio fue compartido por estos últimos y los New York Giants entre 1883 y 1885 y el nombre se quedó para cada estadio subsecuente de los Giants en Nueva York.
El cuarto y último Polo Grounds se completó en 1964, fue el más famoso, y a cual la mayoría de la gente se refiere como Polo Grounds. Lo utilizaron los Giants hasta su traslado a San Francisco después de la temporada de 1957, y que los Mets utilizaron hasta el Shea Stadium. El nombre de "Polo Grounds" no apareció destacado en ninguno de los estadios, hasta que los Mets lo resaltaron con un gran cartel en 1962.
La versión final de la estructura se caracterizaba por su peculiar forma de bañera, con distancias muy cortas a las paredes de los jardines izquierdo y derecho, pero un jardín central inusualmente largo. De hecho ninguna bola elevada salió de home run por el centro del campo de casi 150 metros de largo.

## Polo Grounds I
El estadio original estaba emplazado en la calle 110 entre la Quinta Avenida y la Sexta (ahora avenida Lenox), directamente en la 110 desde la esquina noreste del Central Park. Los  Metropolitans permanecieron como los únicos ocupantes del terreno hasta que el propietario del equipo formó los New York Gothams (que finalmente serían los Giants) con algunos jugadores de los Metropolitans en 1882, inscribirndo al equipo en la Liga Nacional, e incluyendo a los Metropolitans en la American Association, la segunda Liga Mayor de la época. Ambos equipos compartieron el Polo Grounds hasta que los Metropolitans se mudaron al estadio St. George Cricket Grounds en Staten Island.
El antiguo estadio desapareció en 1889 por proyectos de la ciudad que incluían la conexión de la calle 110, estos trabajos se realizaron a pesar de la resistencia encontrada por la ciudad dado que los Giants habían ganado el banderín de la liga ese año. La desaparición del estadio forzó a los Giants a mudarse brevemente al estadio de los Metropolitans, hasta que consiguieron ubicación en terrenos del elevado de la Novena Avenida con calle 155, a pesar de estas dificultades los Giants volvieron a lograr el campeonato, lo que incrementó su popularidad. Un segundo Polo Grounds fue construido en la nueva ubicación, que de hecho fue la ubicación definitiva del estadio en sus posteriores reconstrucciones y remodelaciones.

## Polo Grounds II
La estructura del segundo Polo Grounds tenía una particular forma de semicírculo en el "infield" y era vecino de una propiedad que hacía más corto de lo normal el jardín izquierdo. En 1890 una nueva liga -llamada Player's League- construyó en el extremo norte del Polo Grounds un nuevo estadio, llamado "Brotherhood Park". Los aficionados de las gradas, en los días en que había juegos en ambas ligas, podían ver el juego en el estadio anexo. Esta situación duró solo un año por la desaparición de la nueva liga. Los Giants aprovecharon la situación y llevaron el equipo al estadio recién construido, mudando también el nombre de Polo Grounds. El viejo estadio era mencionado por los medios como "Manhattan Field". Este estadio existió durante más de veinte años, posteriormente fue utilizado como estacionamiento para el Polo Grounds.

## Polo Grounds III y IV
Los estadios 3 y 4 fueron de hecho el mismo campo de juego. El 4 de abril de 1911 un incendio consumió gran parte de las gradas del estadio, hechas de madera, por lo que el propietario de los Giants, John Brush, decidió alquilar a los Yankees el Hilltop Park y reconstruir el Polo Grounds en concreto y acero (hormigón armado). El 28 de junio de 1911 la mayor parte de las obras había concluido y el Polo Grounds reinaugurado.
El campo tenía unas profundas dimensiones hacia el jardín central y los jardines izquierdo y derecho eran relativamente cortos. "La atrapada" (The Catch), famosa jugada realizada por Willie Mays el 29 de septiembre de 1954 durante la Serie Mundial, hubiese sido un home run en cualquier otro campo de las Grandes Ligas. Tras las modificaciones la tribuna principal, hecha con materiales resistentes al fuego, continuó rodeada por graderías de madera, hasta que en 1923 las mismas fueron reemplazadas y ampliadas, llevando la capacidad del parque de 34.000 a 55.000 personas.
Desde 1911 y hasta 1919 el equipo de los Giants denominó al estadio Brush Stadium, en honor al propietario del equipo John T. Brush, fallecido luego de la Serie Mundial de 1912 en la que los Giants perdieron ante los Red Sox.
Durante su tiempo útil, el estadio albergó eventos deportivos multidiciplinarios, entre ellos pelea por el campeonato mundial de pesos pesado de Jack Dempsey contra Luis Firpo en 1923.

### Fútbol americano y Soccer
Si bien la disposición del estadio era irregular para el béisbol, el mismo se ajustaba perfectamente para el fútbol americano, siendo sede de varios equipos de la AFL y la NFL, el equipo New York Giants jugó como local en el Polo Grounds desde 1925 hasta 1955 y de los New York Titans/Jets entre 1960 y 1963, siendo sede de equipos universitarios de la NCAA.
El Club Nacional de Football en su gira de 1927 por Norteamérica, disputó tres encuentros en ese estadio. Frente al Flooring Indiana, Brooklyn Wanderers y a un combinado de la Liga Americana.

## Línea de tiempo y equipos
- Polo Grounds I
  - Gothams/Giants (NL), 1883-1888
  - Mets (American Association), 1883-1885
- Polo Grounds II (conocido como Manhattan Field)
  - Giants (NL), 1889-1890
- Polo Grounds III (originally called Brotherhood Park)
  - Giants (Players League), 1890
  - Giants (NL), 1891-1911
- Polo Grounds IV (conocido también como Brush Stadium de 1911 a 1919)
  - Giants (NL), 1911-1957
  - Yankees (AL), 1913-1922
  - Giants (NFL), 1925-1955
  - New York Bulldogs (NFL) 1949
  - Titans/Jets (AFL), 1960-1963
  - Mets (NL), 1962-1963